# Престианни, Джанлука
Джанлука Престианни Гросс (исп. Gianluca Prestianni Gross; родился 31 января 2006, Сьюдадела, Буэнос-Айрес) — аргентинский футболист, вингер португальского клуба «Бенфика».

## Клубная карьера
Воспитанник футбольной академии клуба «Велес Сарсфилд». В основном составе клуба дебютировал 24 мая 2022 года в матче Кубка Либертадорес против «Эстудиантеса». Престианни стал самым молодым игроком, дебютировавшим за «Велес Сарсфилд» — на момент выхода на поле ему было 16 лет, 3 месяца и 23 дня.
22 декабря 2023 года «Велес Сарсфилд» объявил о соглашении с португальским клубом «Бенфика» по трансферу Престианни. Сумма сделки составила 9 млн евро, ещё 2 млн предусмотрены в виде бонусов. По условиям соглашения трансфер должен состояться после достижения игроком 18 лет, то есть 31 января 2024 года. 31 января 2024 года «Бенфика» объявила о завершении трансфера игрока, Джанлука подписал контракт до 2029 года.

## Карьера в сборной
В 2022 году дебютировал в составе сборной Аргентины до 17 лет.